# Dendrobium nanarauticolum
Dendrobium nanarauticolum är en orkidéart som beskrevs av Noriaki Fukuyama. Dendrobium nanarauticolum ingår i släktet Dendrobium, och familjen orkidéer. Inga underarter finns listade i Catalogue of Life.